# Mehanija
Mehanija (lat. Meehania), biljni rod puzećih trajnica iz porodice medićevki smješten u tribus Saturejeae. Rod je raširen po  Aziji (Kina, Japan, Ruski daleki istok), od 9 vrsta, samo jedna je prisutna u Sjevernoj Americi, Meehania cordata, koja je tamo poznata kao “Meehanova metvica” ili “puzajuća metvica”. Rodu je tardicionalno pripadalo 7 vrsta, ali su dvije nedavno otkrivene u Kini, jedna 2018. (M. hongliniana) i jedna 2020. (M. zheminensis).

## Etimologija
Latinsko ime roda dao je Nathaniel Lord Britton, nazvavši ga po pokojnom Thomasu Meehanu, filadelfijskom botaničaru.

## Opis
Stoloniferne jednogodišnje i višegodišnje biljke.

## Vrste
1. Meehania cordata (Nutt.) Britton
2. Meehania faberi (Hemsl.) C.Y.Wu
3. Meehania fargesii (H.Lév.) C.Y.Wu
4. Meehania henryi (Hemsl.) Y.Z.Sun ex C.Y.Wu
5. Meehania hongliniana B.Y.Ding & X.F.Jin
6. Meehania montis-koyae Ohwi
7. Meehania pinfaensis (H.Lév.) Y.Z.Sun ex C.Y.Wu
8. Meehania urticifolia (Miq.) Makino
9. Meehania zheminensis A.Takano, P.Li & G.H.Xia